# Thanh Châu, Duy Phường
Thanh Châu (tiếng Trung: 青州市, Hán Việt: Thanh Châu thị) là một thành phố cấp huyện của địa cấp thị Duy Phường, tỉnh Sơn Đông, Cộng hòa Nhân dân Trung Hoa. Thành phố này có diện tích 1569 km², dân số 900.000 người. Mã số bưu chính 262500, mã vùng điện thoại 0536. Thanh Châu được chia thành 5 nhai đạo, 13 trấn.